# Typosyllis adamanteus
Typosyllis adamanteus är en ringmaskart som först beskrevs av Treadwell 1914.  Typosyllis adamanteus ingår i släktet Typosyllis och familjen Syllidae. Utöver nominatformen finns också underarten T. a. kurilensis.